# Carl Mortensen
Laurits Carl Nikolaj Mortensen (født 23. februar 1861 i København, død 30. januar 1945 i Hellerup) var en dansk billedhugger og maler. 
Carl Mortensen var søn af arbejdsmand Jens Mortensen og Emma Larsine Christine født Knudsen. Han kom i billedskærerlære, besøgte Det tekniske Selskabs Skole og Kunstakademiet, hvorfra han fik afgangsbevis som modellerer (1886). Imidlertid lagde han sig efter maleri, særlig efter porcelænsmaleri, unika under glasuren, og hører i dette fag til den stab af dygtige kunstnere, som Den Kongelige Porcelænsfabrik benyttede. Blandt disse arbejder kan fremhæves Fad med Flagermus i disigt Maaneskin (solgt i Paris 1893). Han blev 1894 sendt til Sankt Petersborg for at sætte den kejserlige porcelænsfabrik ind i den danske fabriks teknik. En portrætbuste i porcelæn er købt til Statens Skulptursamling (udstillet 1896). Hans talrige tillidshverv afspejler et stærkt fagligt engagement, og han var medstifter af Dansk Skulpturforening.
Mortensen blev 14. oktober 1887 gift med Ida Amalie Hafvermann, datter af skomagermester Olaf Gustav Hafvermann og Caroline født Petersen.
- Statue af Peter Hiort Lorenzen i Haderslev udført 1928
- "En Fodboldspiller" fra 1903 opstillet i Sundby Idrætspark